# Kalangan (Ngunut)
Kalangan is een bestuurslaag in het regentschap Tulungagung van de provincie Oost-Java, Indonesië. Kalangan telt 2756 inwoners (volkstelling 2010).